# Perlenbach (Rur)
Perlenbach je rijeka u Sjevernoj Rajni-Vestfaliji, Njemačkoj i istočnoj Belgiji. Izvor mu je u belgijskim močvarama Hautes Fagnes, sjeverno od Büllingena. Pregrađeno je branom kako bi se stvorilo jezero, prije ušća u Rur u koji se ulijeva kao desni pritok u blizini Monschaua. U srednjem toku prati belgijsko-njemačka granicu u duljini od oko 300 metara.